# Station Włoszakowice
Station Włoszakowice is een spoorwegstation in de Poolse plaats Włoszakowice.